# Calumma parsonii
El Camaleón de Parson (Calumma parsonii) es una especie de camaleón perteneciente al género Calumma.

## Descripción

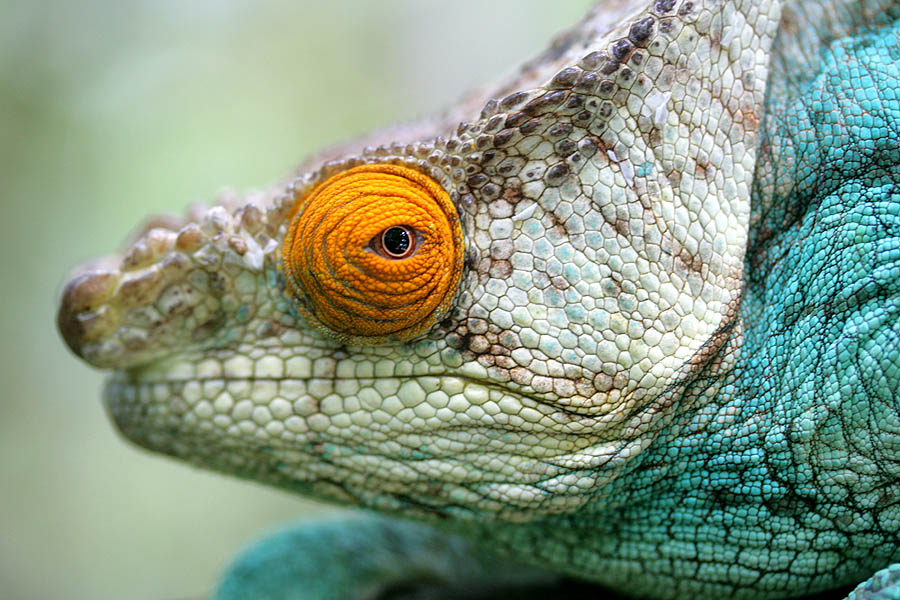
Un camaleón de parson sobre un árbol.

Con una longitud de casi 80 cm en los machos se trata de uno de los camaleones más grandes, así como uno de los más robustos.
Se caracteriza por un casquete plano y muy grande, con pequeños lóbulos occipitales. Los machos tienen un cuerno rostral (canthi rostrales) pronunciado.
Existen dos variedades cromáticas, aunque sin trascendencia sistemática. Se trata de C. p. parsonii y C. p. cristifer. C. p. cristifer se caracteriza por tener los globos oculares de un intenso color naranja, mientras que C. p. parsonii no posee esta característica.
Calumma parsonii tiene un escamado homogéneo, típico del género. El cuerpo puede tener franjas negras o grises con un fondo que puede variar de azul turquesa hasta verde claro. 
Tiene una lengua elástica con un pico pegajoso, que puede alcanzar una longitud de hasta 1.5 veces la longitud del cuerpo.

## Hábitat
El Camaleón de Parson es endémico de la isla de Madagascar y de la isla de Nosy Boraha (St. Marie). Habita el norte y el este de la isla, en valles por los que discurren pequeños arroyos. Suelen situarse en los árboles que forman la plurisilva, a unos 5 m de altura.